# 三重電気鉄道松阪線
松阪線（まつさかせん）は、かつて三重県松阪市の松阪駅から櫛田川中流の大石駅までを結んでいた本線（大石線）と、市街地の平生町駅から海岸沿いの大口駅までを結んでいた支線（大口線）から構成されていた、三重交通（廃止時点は三重電気鉄道）の鉄道路線である。
開通当時は地域の足を独占したものの、紀勢東線開通後に松阪駅 - 射和駅間で紀勢東線松阪駅 - 相可駅間（射和駅と相可駅は櫛田川を挟んで近接）と競合したこととモータリゼーションの進行で、三重交通から三重電気鉄道が分離した翌年に、三重電気鉄道が近畿日本鉄道（近鉄）に合併されて同社の路線となる中、松阪線は譲渡される直前に廃止された。
現在は、三重交通の路線バスが蛸路 - 中万 - 射和間を除き、ほぼ廃線跡沿いを運行し、松阪線の松阪駅舎跡には三交百貨店が建てられた。また、射和・大石の両バス停は駅の名残を残している。

## 路線データ
廃止直前（1964年3月）のもの。
- 路線距離：20.2km
- 駅数：15
- 軌間：762mm
- 複線区間：なし（全線単線）
- 電化区間：全線（直流600V）

## 沿革
松阪に鉄道建設の気運が高まったのは1907年のことである。1月に地元の有志により飯南郡（現在は全て松阪市）花岡村 - 柿野村間約十四哩に軌道を建設することを出願し、6月に特許が下付された。南勢軽便軌道という名称であった。しかし工事施工認可期日の延期願いを再三提出し、工事着手の目処は立たなかった。
だが1910年1月に才賀藤吉、安保庸三が発起人に追加されると、株式の大半を才賀が引受け、10月に創立総会を開催し伊勢軽便軌道に改称すること、路線を飯南郡松阪町-大石村間約十五哩に変更すること、また軌間を2ft6inにすることを決定し、初代社長に才賀藤吉、専務取締役に安保庸三が就任した。11月になると大口港へ路線を延長するため延長申請をした。1911年6月松阪軽便軌道から松阪軽便鉄道へ改称した。工事は才賀電機商会が請負うことになり大石線が1911年12月から始められ、1912年8月17日に大石線が開業した。
しかしこの時点ですでに建設費が資本金を上回ったため、大口線の建設には借入金で賄おうとしたが資金繰りに苦労したため1913年3月に工事延期願いを提出したが認められず、一旦免許状を返納する事態となった。建設費の目処もつき再申請してようやく大口線が開通したのは8月のことであった。
- 1910年（明治43年）
  - 10月15日 - 伊勢軽便軌道株式会社設立[3][4][5]。
  - 12月 - 松阪軽便軌道に社名変更[6]。
- 1911年（明治44年）6月6日 - 鉄道免許状下付（松阪-大石間）[4]。松阪軽便鉄道に社名変更[6]。
- 1912年（大正元年）8月17日 - 松阪軽便鉄道により松阪 - 大石間が、蒸気動力で開業[4][7]。
- 1913年（大正2年）
  - 6月17日 - 鉄道免許状下付（平生町-大口間）[4]。
  - 8月7日 - 平生町 - 大口間（大口線）開業[4]。
- 1919年（大正8年）7月19日 - 松阪鉄道に社名変更[8]。
- 1927年（昭和2年）11月16日 - 松阪 - 大石間電化[4]。しかし電力供給が不安定であったため、蒸気も継続使用された。
- 1928年（昭和3年）1月19日 - 松阪電気鉄道に社名変更[9]。
- 1929年（昭和4年）6月1日 - 平生町 - 大口間電化[4]。同じく蒸気併用。
- 1938年（昭和13年）4月4日 - 全面電気運転に切り替え。
- 1944年（昭和19年）2月11日 - 三重県下の鉄道・バス会社を統合、三重交通が発足[6]。
- 1948年（昭和23年）1月21日 - 大口線を休止[10]。
- 1958年（昭和33年）12月3日 - 大口線廃止[11]。
- 1964年（昭和39年）
  - 2月1日 - 三重交通の鉄道事業を分離して三重電気鉄道発足、同社の路線となる[12]。
  - 12月14日 - 全線廃止[12]。

## 駅一覧
1964年の廃止時点。全線三重県松阪市内に所在。
| 駅名       | 読み       | 駅間キロ | 営業キロ | 接続路線・備考                                                      |
| ---------- | ---------- | -------- | -------- | ------------------------------------------------------------------- |
| 松阪駅     | まつさか   | -        | 0.0      | 日本国有鉄道（国鉄）：紀勢本線・名松線 近畿日本鉄道（近鉄）：山田線 |
| 平生町駅   | ひらおまち | 0.5      | 0.5      | 三重交通：大口線（1948年休止）                                      |
| 茶与町駅   | ちゃよまち | 0.6      | 1.1      |                                                                     |
| 花岡駅     | はなおか   | 0.6      | 1.7      | 関西急行鉄道：伊勢線（1942年廃止）                                  |
| 篠田山駅   | しのだやま | 1.9      | 3.6      | 第二次世界大戦頃に駅部田（まやのへた）より改称                      |
| 蛸路駅     | たこじ     | 2.2      | 5.8      |                                                                     |
| 下蛸路駅   | しもたこじ | 1.0      | 6.8      |                                                                     |
| 中万駅     | ちゅうま   | 1.5      | 8.3      |                                                                     |
| 射和駅     | いざわ     | 0.8      | 9.1      |                                                                     |
| 阿波曽駅   | あわそ     | 1.1      | 10.2     |                                                                     |
| 庄駅       | しょう     | 2.4      | 12.6     |                                                                     |
| 御麻生薗駅 | みょうその | 1.3      | 13.9     |                                                                     |
| 大師口駅   | だいしぐち | 2.2      | 16.1     |                                                                     |
| 片野橋駅   | かたのはし | 3.2      | 19.3     |                                                                     |
| 大石駅     | おいし     | 0.9      | 20.2     |                                                                     |

1948年に休止された大口線平生町 - 大口間の途中駅は以下の通り。
| 駅名     | 読み         | 駅間キロ | 営業キロ | 接続路線         |
| -------- | ------------ | -------- | -------- | ---------------- |
| 平生町駅 | ひらおまち   | -        | 0.0      | 三重交通：大石線 |
| 天神前駅 | てんじんまえ | 2.1      | 2.1      |                  |
| 大口駅   | おおくち     | 0.7      | 2.8      |                  |

## 車両

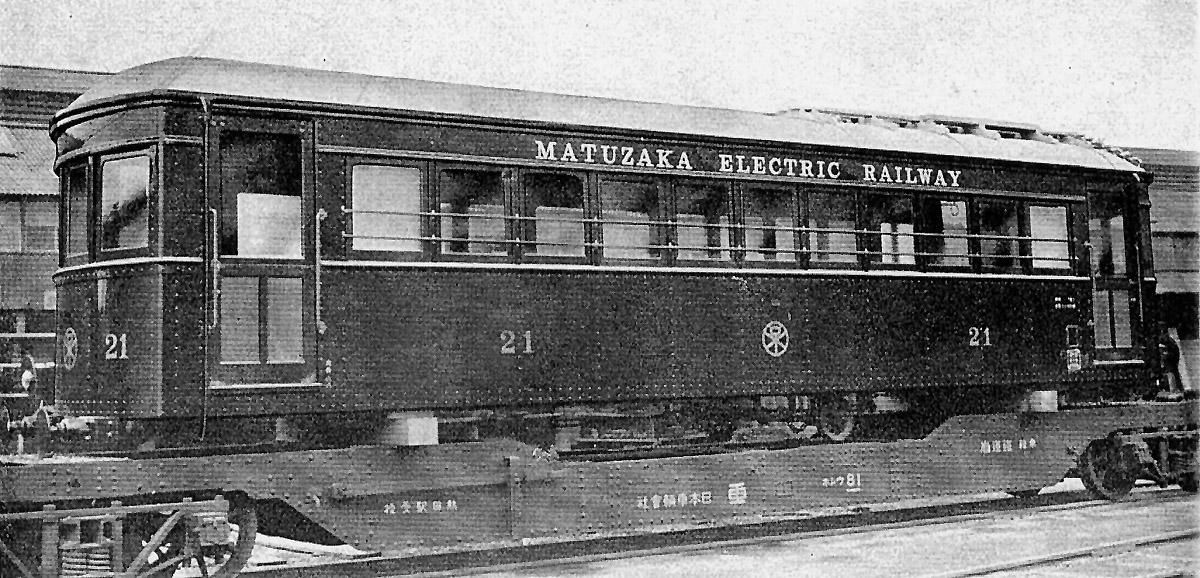
松阪鉄道フ21形フ21
メーカーカタログ写真。
竣工は社名変更前であるが、既に側面幕板部にMATUZAKA ELECTRIC RAILWAY（松阪電気鉄道）とレタリングされている。
出荷のため台車を外し大物車に積載状態。

いずれも製作時点での標準的な設計・工作技法を用いた車両が使用されている。
開業以来、連結器が小型ながら2組の緩衝器を左右に備える中心高610mmの連環式連結器であったが、これは三重交通への統合後、三重線と同じ中心高さ350mmの中央緩衝連結器（俗に朝顔型連結器と呼ばれる）へ交換されている。
電化の時点で架線構造をカテナリ吊架（シンプルカテナリ）としていたため、電車・電気機関車共に当初より集電装置として菱枠パンタグラフを使用した。松阪線と前後して電化された、近隣の四日市鉄道では当初トロリー線を直接吊架し、より原始的なトロリー・ポールを集電装置として使用していたのと比較すると、先進的かつより高度な電化設備を備えていたことになる。もっとも、輸送需要の小さな路線であったために三重交通への統合後は新造車が投入されることはなく、そればかりか営業中から電気機関車や半鋼製客車が他線に転出となっており、三重交通社内で冷遇されていたことが知れる。
なお、松阪線在籍車は貫通ブレーキを備えておらず、各車の手ブレーキと電車・電気機関車の直通ブレーキの併用で終始した。

### 機関車
1 - 5
開業時に用意された8tB形蒸気機関車。1912年にオーレンシュタイン・ウント・コッペル社で製作された。電化後、1936年までに全車廃車となった。
デ61形デ61・デ62
松阪鉄道線の電化にあたってデキ11形デキ11・デキ12として田中車輛で新造された、軸配置Bの10t級凸型電気機関車。デキ12→デ62は1954年に架線電圧750V昇圧直前の北勢線へ転出したため、廃止時にはデキ11→デ61のみが当線に在籍した。

### 電車
モニ201形モニ201 - モニ203
電化時（1927年）に日本車輌製造本店でデ31形デ31 - デ33として新造した11m級半鋼製の荷物合造電動客車。この時代に762mm軌間の軽便鉄道向けに製作された電車としては画期的なパンタグラフ付きの大型2軸ボギー車であり、新造以来松阪線の廃止まで使用された。三重電気鉄道の近畿日本鉄道への合併後、電装解除を実施しサニ110形サニ111 - サニ113へ改番、三重線へ転出となった。
モ250形モ250
デ31形と同時発注で製作された同系付随車であるフ21形フ21・フ22のうち、フ21→サ441形サ441を1949年に電装した車両。新造時から電灯給電用にパンタグラフを搭載していた。これも路線廃止後に電装解除を実施し、サ120形サ121となり、同じく三重線へ転出となった。

### 客車
カ1 - カ10
やはり開業時に用意された木造2軸客車。無蓋貨車と有蓋貨車各15両と共に全車天野工場（後の日本車輌製造東京支店）で製作された。オープンデッキかつ定員30名の小型車で、カ4 - カ6・カ8の4両は電化の時点で廃車となり、残り6両も一旦1937年に除籍されたが翌年に3両が復籍、さらに1両が復籍し、三重交通成立の際にはサ301形サ301 - サ304と改番された。1951年のサニ421形転入時に廃車されたが、サ301は1952年に地元名産の牛を輸送する家畜車のカ761へ改造され、1962年まで使用された。
サ441形442
元フ21形フ22→サ442。1952年に三重線へ転出、台車交換と電装を実施してモ260形モ260となった。
サ331形サ333
元三重軌道ホハ1形ホハ3。42人乗り木造2軸ボギー客車で、一時的に三重線から松阪線へ転属し使用された。サニ421形の転入が完了した後、1952年に静岡鉄道へ同型車のサ334と共に売却、同社駿遠線ホハオフ27となった。
サニ421形サニ421 - サニ426
元北勢鉄道ハフ1形ハフ1 - ハフ4・ハフ7・ハフ6。1914年（ハフ1 - ハフ4）および1915年（ハフ6・7）に堺の梅鉢鉄工場で製造された木造2軸ボギー客車。三重交通成立後、新造車の投入が優先的に実施された北勢線から、サ301形の代替を目的として1951年に順次転入した。荷重2tの荷物室と定員40名の客室を併設する8m級の荷物合造客車で、電動車や電気機関車に牽引されて使用された。路線廃止時に全車除籍され、そのまま解体処分に付された。なお、サニ425は2代目で、初代が1945年の桑名空襲で被災、1947年の復旧時にサ451形サ451となったため、ラストナンバーのサニ427を改番してその欠を補ったものである。
サ461形サ461・サ462
元中勢鉄道カ3・カ4。1930年に川崎車輛で製造された2軸ボギーかつ両運転台付の機械式ガソリンカー。同社としては気動車の第2作目にあたる。川崎車輛初の気動車である塩江温泉鉄道1 - 5と同様、車体の前後を大きく絞った特徴的な半鋼製車体を備える。中勢鉄道線の全線廃止後、カ3は三重鉄道シハ83、カ4は関西急行鉄道→近畿日本鉄道で法隆寺線キド5となった後に三重交通に譲渡されたとされ、一旦は気動車のままナ151形ナ151・ナ152として非電化の三重線に配置され、三重線の電化完成後エンジンや変速機などを撤去し床面高を引き下げるなどの改造を実施し客車化された上で当線に配置された。路線廃止時に2両とも廃車解体された。